# Tourismus in Saudi-Arabien
Der Tourismus in Saudi-Arabien bildet einen Wirtschaftssektor von wachsender Bedeutung. Im Rahmen der Saudi Vision 2030 soll der Tourismus entwickelt werden, um das Land von Erdöleinnahmen unabhängig zu machen. Dafür wurden die Einreisebestimmungen schrittweise liberalisiert und große Investitionen zum Aufbau der touristischen Infrastruktur getätigt. Mit 27 Millionen internationalen Gästen im Jahr 2023 war Saudi-Arabien bereits ein wichtiges Reiseziel im Nahen Osten. Obwohl der Tourismus in Saudi-Arabien immer noch hauptsächlich aus religiösen Pilgerfahrten besteht, wächst der Freizeittourismus und wird durch den Bau von Hotelkapazität gezielt gefördert. 
In Saudi-Arabien gibt es 8 Unesco-Welterbestätten und 13 internationale Flughäfen. Beliebte Reiseziele in Saudi-Arabien sind die Städte Mekka, Medina, Yanbu, Tabuk, Dschidda und Riad, wobei Mekka nur von Muslimen besucht werden darf.

## Geschichte

Entwicklung der ausländischen Besucher zwischen 1995 und 2019

Aufgrund der zentralen Lage des Landes auf der arabischen Halbinsel und der Tatsachte, dass der Vollzug der Haddsch  (die Reise nach Mekka) zu den religiösen Pflichten eines jeden Muslims gehört, verfügen die Städte Saudi-Arabiens über eine sehr alte Infrastruktur zur Unterbringung von Gästen. Diese Gäste bilden seit jeder eine wichtige Einnahmequelle für die Staatskasse, wurden jedoch im 20. Jahrhundert von der Ölindustrie weit in den Schatten gestellt. Das konservative Königreich schottete sich bis ins 21. Jahrhundert weitgehend von der Außenwelt ab. Für nichtmuslimische Ausländer war es kaum möglich, das Land privat zu besuchen und durch die zahlreichen Beschränkungen im öffentlichen Leben litt das Land in westlichen Ländern unter erheblichen Imageproblemen.
König Fahd ibn Abd al-Aziz etablierte durch ein königliches Dekret im Jahr 2000 eine Oberste Kommission für Tourismus (2020 zu einem Ministerium umgewandelt), zur Entwicklung des Fremdenverkehrs. Im Dezember 2013 gab Saudi-Arabien seine Absicht bekannt, zum ersten Mal in seiner Geschichte Touristenvisa zu erteilen. Der Ministerrat beauftragte das Tourismusministerium mit der Ausstellung von Visa auf der Grundlage bestimmter, vom Außenministerium bestimmter Vorschriften.
Die 2016 vorgestellte Saudi Vision 2030 bildete einen Meilenstein für die Entwicklung des Tourismus in Saudi-Arabien, da er die Entwicklung von Kultur, Sport und Tourismus zu einer staatlichen Priorität machte, um die Wirtschaft des Landes zu diversifizieren. So wurde beschlossen, eine Billion US-Dollar in die Entwicklung des Tourismussektors zu stecken, um den Anteil des Fremdenverkehrs am Bruttoinlandsprodukt von drei auf zehn Prozent zu steigern. Zusätzlich kamen auch die liberalisierenden gesellschaftspolitischen Maßnahmen von Kronprinz Mohammed bin Salman der Entwicklung des Tourismus zu gute. Der Bau von Hotels erlebte einen beispiellosen Boom und Mitte der 2020er Jahre waren etwa 320.000 neue Hotelzimmer in Planung, um die erwarteten 150 Millionen jährlichen Touristen zu beherbergen. Angekurbelt wird der Tourismus auch durch Megaprojekte wie das 2017 begonnene Red Sea Project, durch das das touristische Potenzial der saudischen Rotmeerküste durch den Bau von Luxushotels erschlossen werden soll. 
Am 27. September 2019 kündigte Saudi-Arabien offiziell die Ausstellung von Touristenvisa für Besucher aus 49 Ländern gegen eine Gebühr von 80 US-Dollar an. Das Visum kann entweder online (eVisa) oder bei der Einreise beantragt werden. Weitere Reiseerleichterungen für ausländische Touristen wurden im September 2022 durch ein neues „Visa on Arrival“-Programm bekannt gegeben, das die Einreise für viele Staatsangehörige und Visainhaber westlicher Länder erleichterte. Außerdem wurden im selben Jahr mit Riyadh Air eine zweite nationale Fluggesellschaft ins Leben gerufen und ein neues Tourismusgesetz verabschiedet, das für Investitionen in den Tourismus steuerliche und zollrechtliche Begünstigungen vorsieht.
Von einem Einbruch durch die weltweite COVID-19-Pandemie erholte sich der saudische Tourismus rasch. 2023 wurde erstmals die Marke von 100 Millionen Touristen (davon 27 Millionen aus dem Ausland) erreicht. Der Beitrag des Sektors an der gesamtwirtschaftlichen Wertschöpfung stieg damit auf sieben Prozent an und die Wachstumsrate war weltweit führend. Weitere Katalysatoren für den Tourismus in Saudi-Arabien werden durch Ausrichtung der Expo 2030 in Riad sowie der Fußball-Weltmeisterschaft 2034 erwartet.

## Statistik

### Entwicklung der Touristenzahlen
Als internationale Gäste zählen alle Personen, die aus dem Ausland anreisen und mindestens einmal in Saudi-Arabien übernachten. Im Schnitt blieben ausländische Touristen knapp zwei Wochen im Land.
| Jahr | Internationale Touristen | Einheimische Touristen |
| ---- | ------------------------ | ---------------------- |
| 2015 | 17.990.000               | 46.450.000             |
| 2016 | 18.040.000               | 45.040.000             |
| 2017 | 16.110.000               | 43.820.000             |
| 2018 | 15.330.000               | 43.260.000             |
| 2019 | 17.530.000               | 47.810.000             |
| 2020 | 4.140.000                | 42.110.000             |
| 2021 | 3.480.000                | 63.830.000             |
| 2022 | 16.640.000               | 77.840.000             |
| 2023 | 27.420.000               | 81.920.000             |

### Herkunftsländer
Die meisten Touristen in Saudi-Arabien kamen aus den Staaten des Golf-Kooperationsrats (die in Saudi-Arabien Bewegungsfreiheit genießen) oder aus anderen asiatischen Ländern. Die häufigsten Herkunftsländer im Jahr 2022 waren:
| Rang | Land                         | Anteil |
| ---- | ---------------------------- | ------ |
| 1    | Bahrain                      | 13 %   |
| 2    | Kuwait                       | 12 %   |
| 3    | Ägypten                      | 9 %    |
| 4    | Pakistan                     | 8 %    |
| 5    | Indonesien                   | 7 %    |
| 6    | Indien                       | 7 %    |
| 7    | Katar                        | 5 %    |
| 8    | Jordanien                    | 4 %    |
| 9    | Vereinigte Arabische Emirate | 4 %    |
| 10   | Irak                         | 3 %    |

### Reisegrund
Mehr als zwei Drittel der Touristen besuchten das Land aus religiösen Gründen oder besuchten Freunde oder Verwandte im Land.
| Rang | Reisegrund                         | Anteil |
| ---- | ---------------------------------- | ------ |
| 1    | Religiös                           | 36,0 % |
| 2    | Besuch von Freunden oder Vewandten | 30,8 % |
| 3    | Freizeitbesuch                     | 14,8 % |
| 4    | Geschäftsreise                     | 10,0 % |
| 5    | andere Reisegründe                 | 8,3 %  |

## Sehenswürdigkeiten
Zu den wichtigsten Sehenswürdigkeiten und Reisezielen in Saudi-Arabien gehören:
- Al-Hasa-Oase
- Altstadt von Dschidda
- Al-ʿUla
- At-Turaif
- Dūmat al-Dschandal
- Felszeichnungen von Provinz Ha'il
- Fort Masmak in Riad
- Große Arabische Wüste
- Kulturraum von Ḥimā
- Mada'in Salih
- Heilige Stadt Mekka (nur für Muslime zugänglich)
- Heilige Stadt Medina (seit 2021 für nicht-Muslime zugänglich)
- Nationalmuseum von Saudi-Arabien in Riad
- Dorf Ridschal Almaa in der Provinz Asir
- Qaryat al-Faw
- Wildreservat ʿUrūq Banī Maʿārid

Oase von Al-Hasa
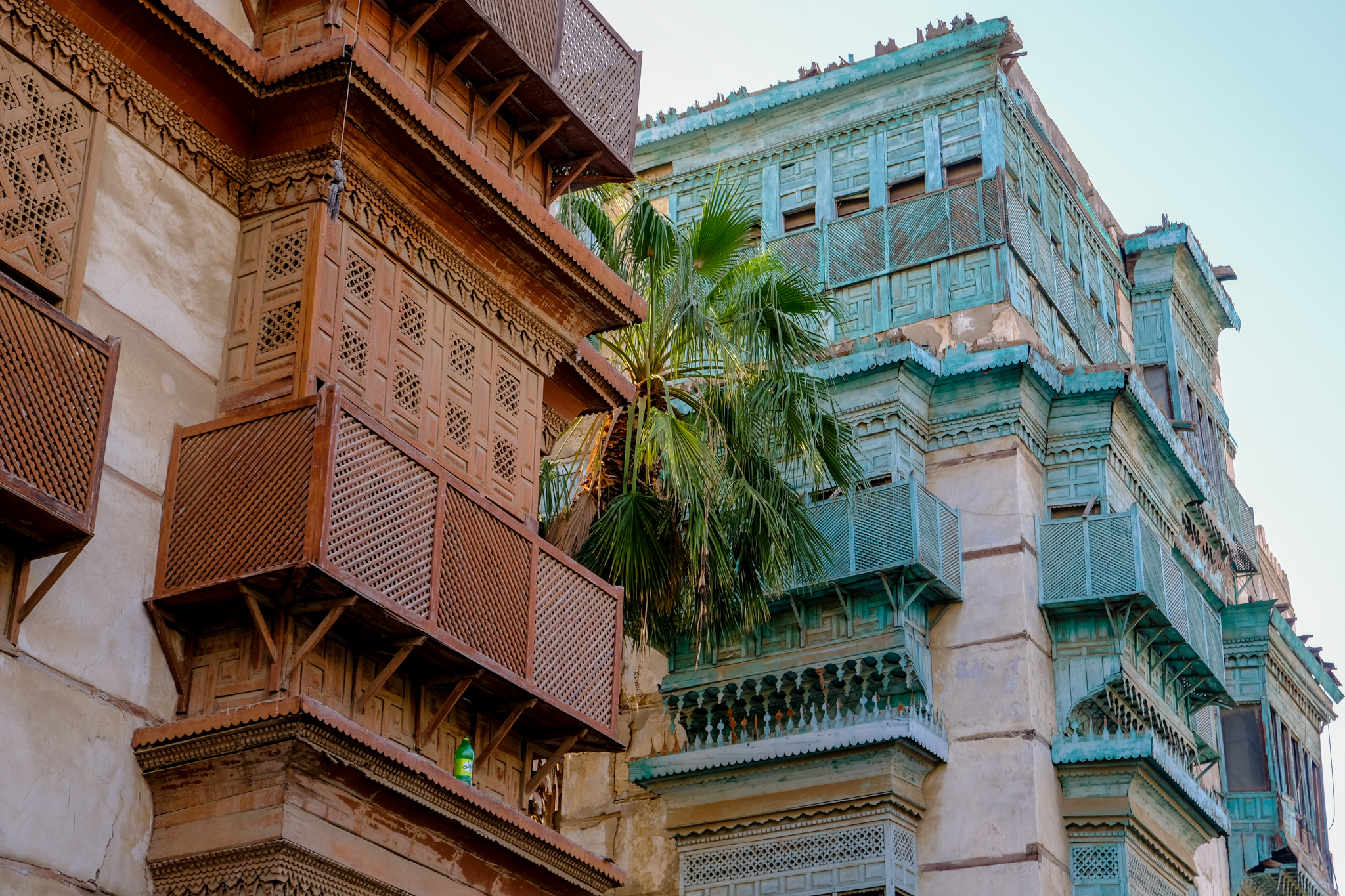
Altstadt von Dschidda
Dorf Ridschal Almaa
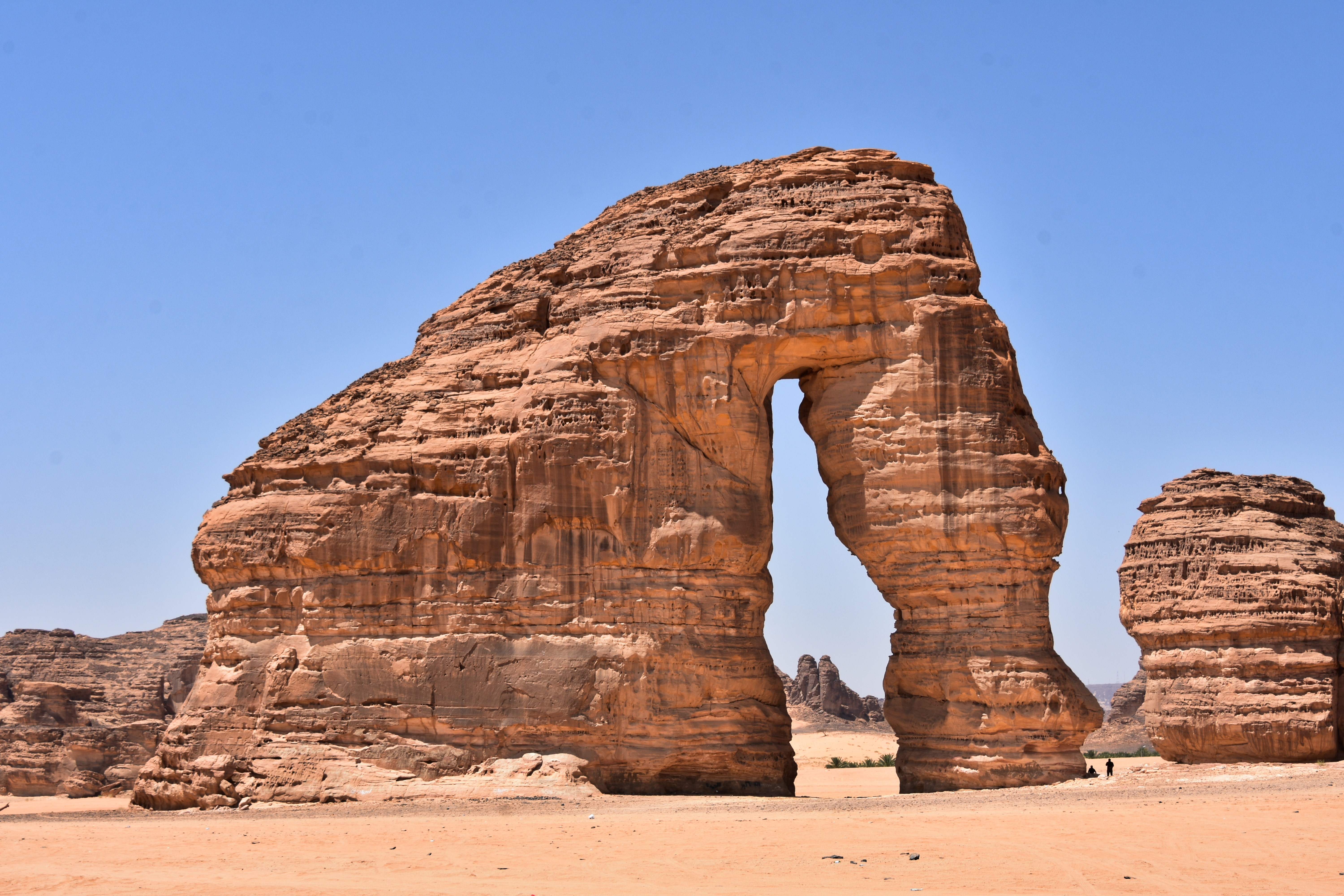
Felsformation bei al-ʿUla
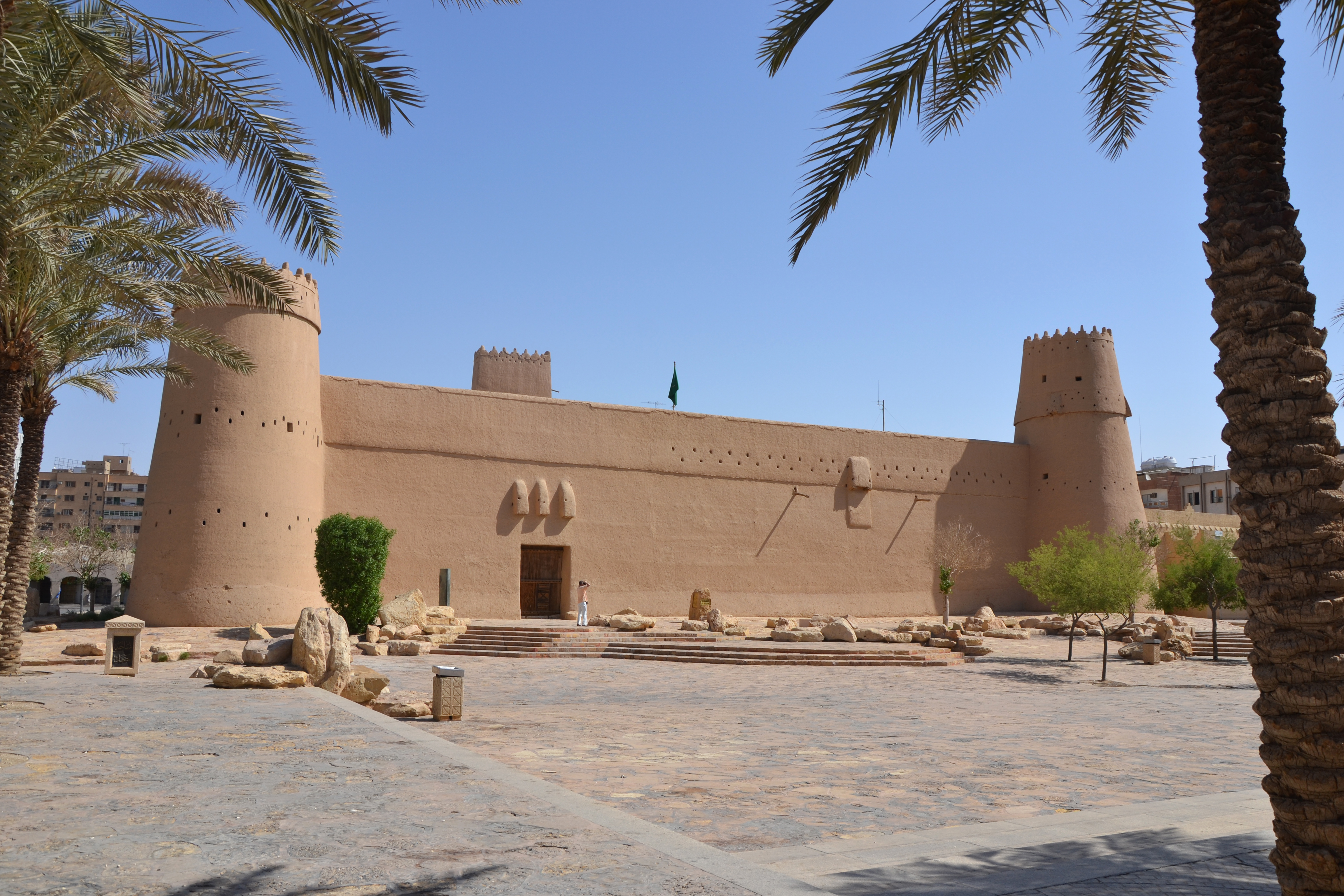
Fort Masmak
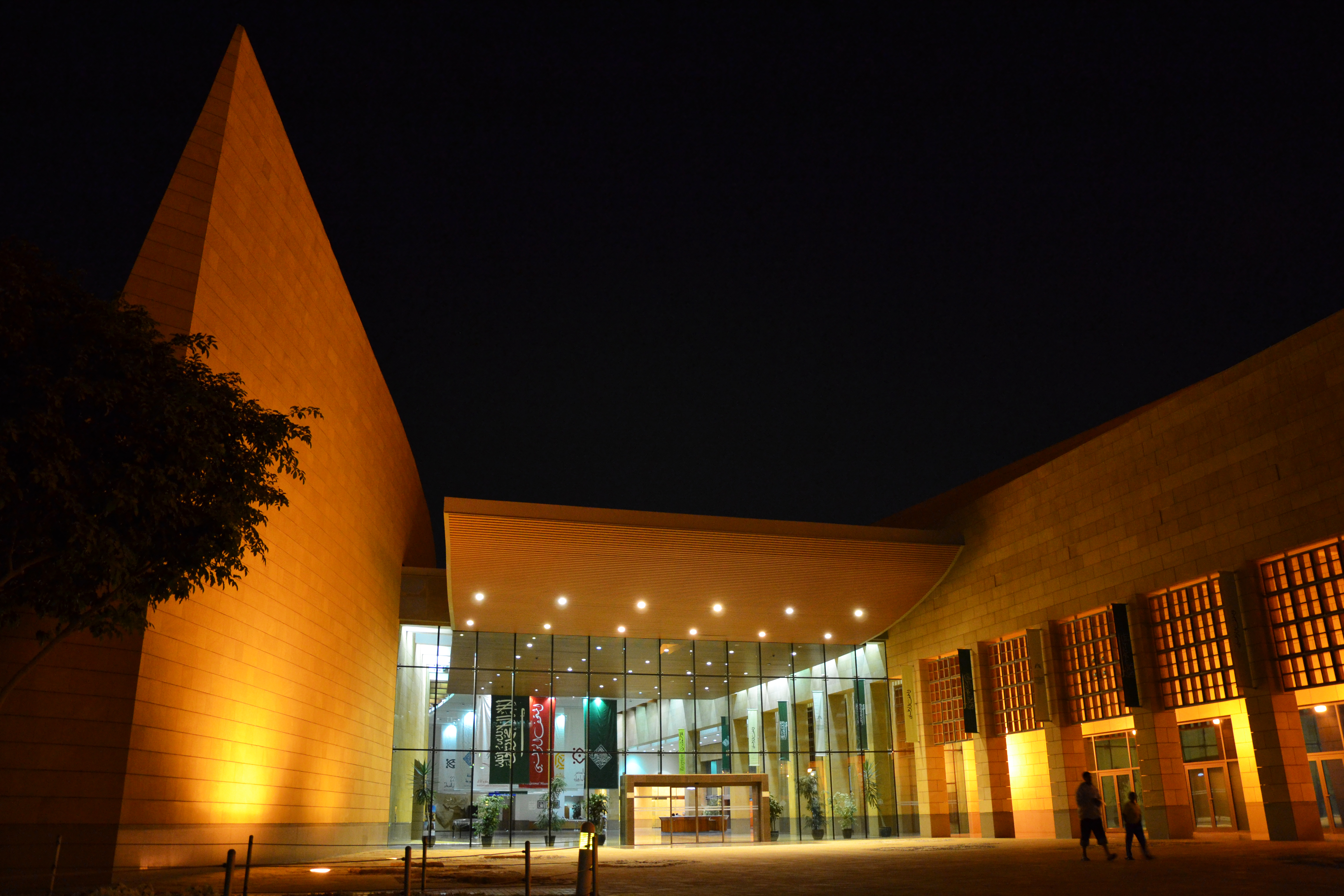
Saudisches Nationalmuseum
At-Turaif
Mada'in Salih
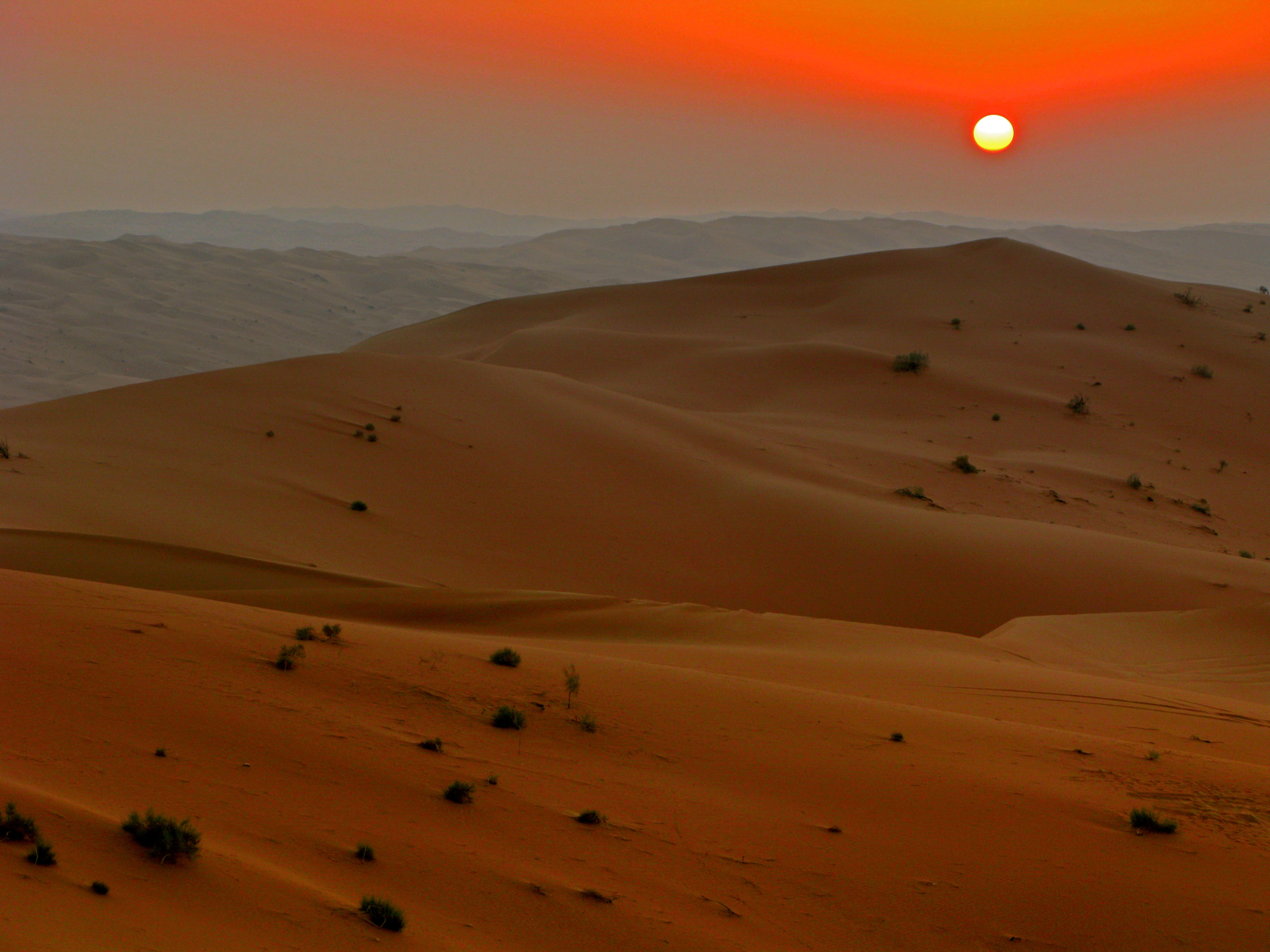
Saudische Wüste
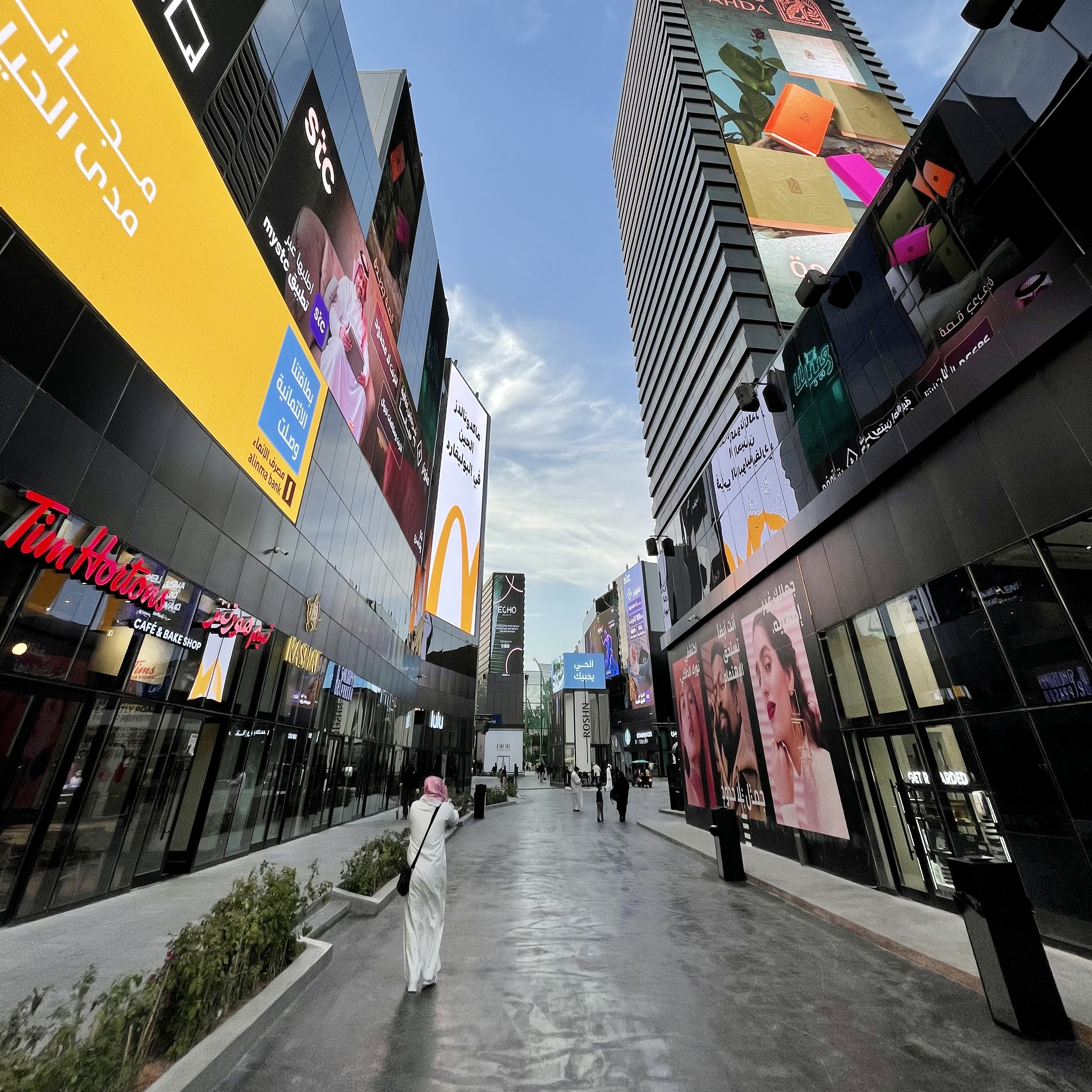
Moderne Innenstadt von Riad
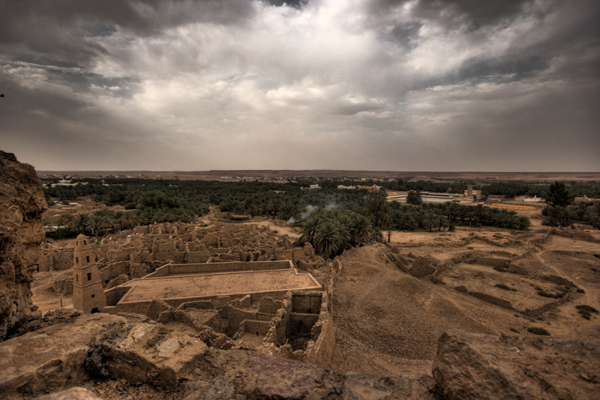
Ruinen von Dūmat al-Dschandal
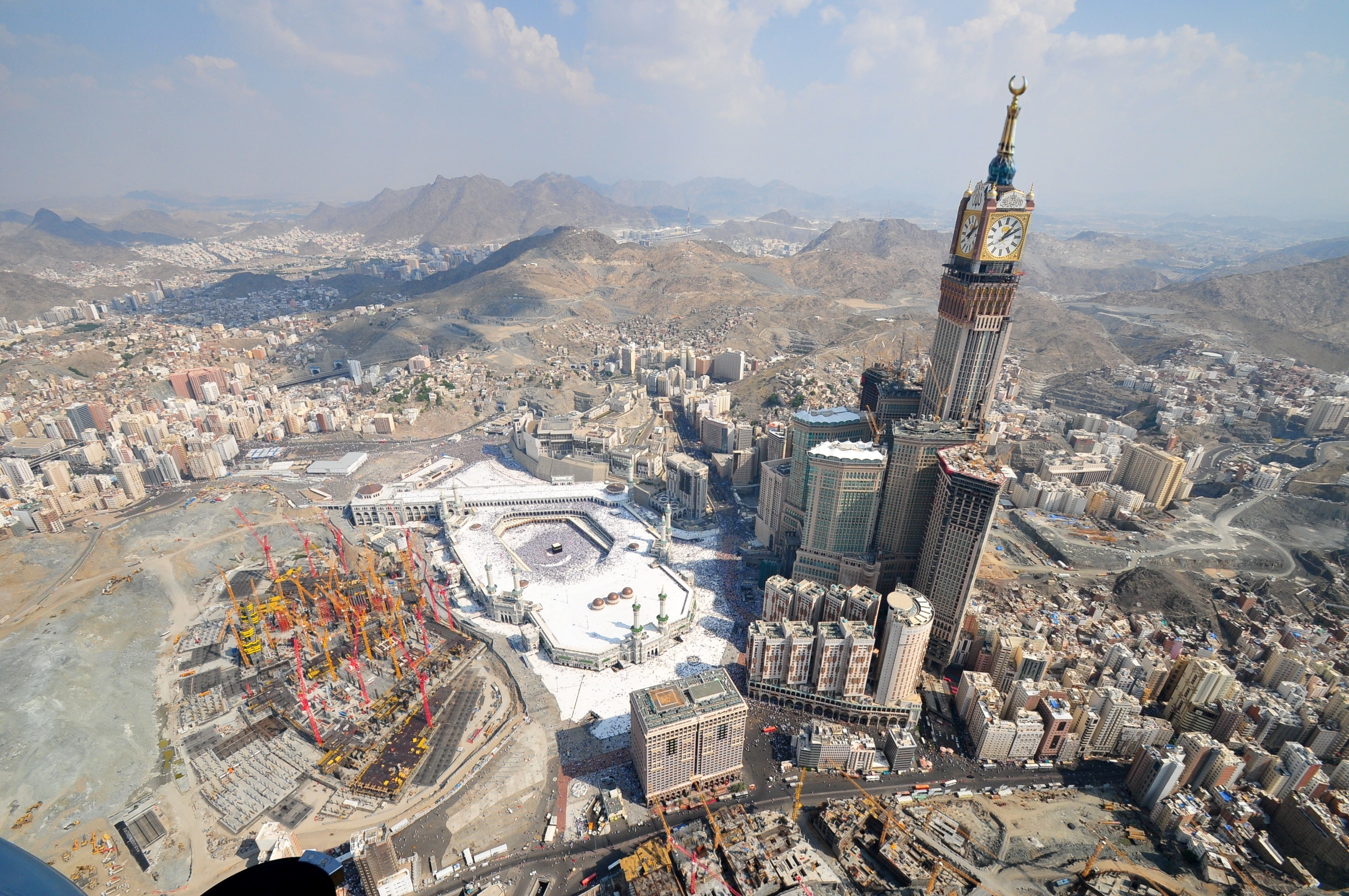
Blick auf Mekka